# 鄭本立
鄭本立（1515年—？），字充道，號東泉，浙江金華府蘭谿縣人，民籍，明朝政治人物。

## 生平
嘉靖二十二年（1543年）癸卯科浙江鄉試第八十一名舉人。嘉靖二十六年（1547年）中式丁未科會試第五十二名，登第三甲第二十一名進士。通政司觀政，授苏州府推官，二十九年八月选授江西道试御史，三十年三月实授，三十一年十二月主持京察，三十七年巡按江西，三十九年十月升南京通政使司右参议，四十一年五月升南京太仆寺少卿，十月被弹劾，降一级调外任。

## 家族
曾祖鄭統；祖父鄭永遐；父鄭芝，母陳氏。